# Casa Ferrer del carrer Hortes
La Casa Ferrer del carrer Hortes és un edifici del municipi de Girona inclosa en l'Inventari del Patrimoni Arquitectònic de Catalunya. Hi ha dos edificis amb el mateix nom al mateix municipi.

## Descripció
És un edifici de planta baixa, entresòl i 4 pisos entre mitgeres. Planta baixa molt modificada per comerços. De composició simètrica respecte a l'entrada, en plantes de façana, però no en planta baixa (els pilars són de composició lliure en l'estructura). Les 4 plantes estan formades per massissos (5 per planta) que composts simètricament agrupen galeries i balcons diversos. L'entrega a les mitgeres es soluciona amb balcons. La façana es clou amb un ràfec volat que segueix la mateixa forma que els balcons de sota. La façana crea una distorsió en emmotllar-se a l'alineació del carrer. S'hi feren obres el 1964.